# Johan Albert Spengler
Johan Albert Spengler (Wassenaar, 12 september 1838 – Breukelen, 8 februari 1872) was een Nederlands burgemeester van Breukelen-Nijenrode. 
Hij promoveerde in Utrecht in de rechten in 1863 met het proefschrift “De Nederlandsche Oost-Indische bezittingen onder het bestuur van den gouverneur-generaal G.A.G.P. van der Capellen, 1819 - 1825”.
Hij werd daarna, van 1867 tot zijn overlijden in 1872 op vierendertigjarige leeftijd, burgemeester van Breukelen-Nijenrode.

## Privé
Johan Albert Spengler was de jongste zoon van Frederik Herman Spengler.
Hij is op 14 januari 1864 te Utrecht getrouwd met Jkvr. Eleonora Cecilia barones Taets van Amerongen (Utrecht, 27 september 1841 – Genève, 19 juni 1914). 